# Encyclopædia Britannica
Encyclopædia Britannica hay Bách khoa toàn thư Britannica (tiếng Latinh của Bách khoa toàn thư Anh Quốc;) là một bách khoa toàn thư tiếng Anh tổng hợp có sẵn trong bộ sách, trên DVD, và trên Internet, do công ty Encyclopædia Britannica, Inc. biên soạn và xuất bản. Công ty này thuê vào khoảng 100 nhà biên soạn và nhận bài viết từ hơn 4.000 nhà chuyên môn để liên tục cập nhật và phát triển bách khoa toàn thư. Tác phẩm này được nhiều người cho là một trong những bách khoa toàn thư có thẩm quyền nhất. Tuy nhiên, một cuộc nghiên cứu gây xôn xao bởi Nature vào năm 2005 khi so sánh các bài viết về khoa học của Britannica và Wikipedia (kể cả bộ Britannica phiên bản web) thì kết quả cho thấy tỉ lệ lỗi sai của Wikipedia là 3,86 lỗi trên mỗi bài, còn của Britannica là 2,92 lỗi trên mỗi bài.

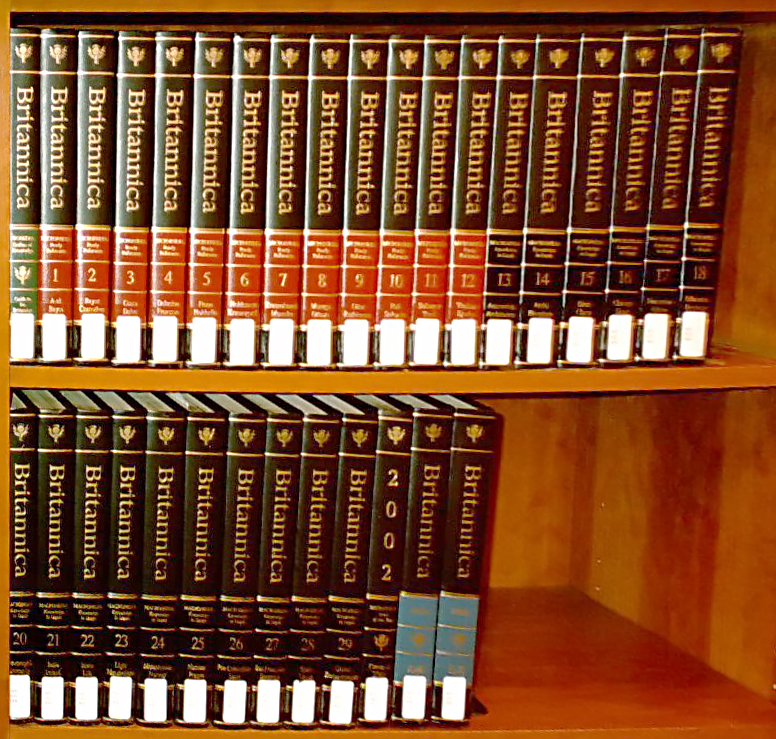
Lần in thứ 15 của Britannica.
Quyển đầu tiên có xương màu xanh lục là Propædia; màu đỏ là Micropædia và màu đen là Macropædia.
Ba quyển cuối cùng là niên giám 2002 (Book of the Year) có xương màu đen và hai quyển chỉ mục có xương màu xanh lam.

## Nội dung
Lần in thứ 15 hiện tại có một cấu trúc ba thành phần đặc biệt: bộ Micropædia 12 quyển chỉ có bài ngắn (thường ít hơn 750 từ), bộ Macropædia 17 quyển có bài dài (mỗi bài là 2–310 trang), và một quyển Propædia để đặt hệ thống thứ bậc cho kiến thúc. Bộ Micropædia có mục đích tra cứu nhanh và định hướng sử dụng bộ Macropædia; những người đọc được khuyên nên đọc bài sơ lược trong Propædia để hiểu bối cảnh của một đề tài và tìm bài liên quan. Kích cỡ của Britannica không thay đổi nhiều trong thời gian hơn 70 năm qua với vào khoảng 40 triệu từ nói về nửa triệu đề tài. Tuy bách khoa toàn thư được xuất bản tại Chicago, Hoa Kỳ, từ 1901, nhưng Britannica vẫn giữ cách viết Anh, thí dụ "æ", chữ cổ nối "a" và "e", trong tên của tác phẩm.

## Lịch sử
Bộ Britannica là bách khoa toàn thư tiếng Anh lâu đời nhất. Nó được in lần đầu tiên từ 1768 đến 1771 tại Edinburgh, Scotland, trong ba quyển. Bách khoa toàn thư từ từ phát triển lớn, cho tới 20 quyển vào lần in thứ 4 nổi tiếng (1801–1809). Tiếng tăm của nó thu hút những người đóng góp nổi tiếng, và các lần in thứ 9 (1875–1889) và thứ 11 (1911) được coi là cực điểm về nghiên cứu và văn chương trong bách khoa toàn thư. Bắt đầu với lần in thứ 11, bộ Britannica thu ngắn và đơn giản hóa các bài viết để mở rộng tập thể độc giả tại Bắc Mỹ. Năm 1933, bộ Britannica trở thành bách khoa toàn thư đầu tiên thực hiện mô hình "sửa lại liên tục", tức bách khoa toàn thư luôn được in lại và các bài được cập nhật theo đúng ngày. Tuy nhiên, mô hình này vẫn không kịp kỹ thuật mới.
Ngày 13 tháng 3 năm 2012, nhà xuất bản tuyên bố ngừng phát hành bản in (chấm dứt việc ấn hành bản giấy) Encyclopædia Britannica sau 244 năm để tập trung phát triển bách khoa toàn thư trực tuyến.

### Britannica Concise Encyclopædia
Britannica Concise Encyclopædia là Bách khoa toàn thư Britannica rút gọn, chỉ là một cuốn gồm 28.000 bài tóm tắt lại các bài trong bộ Britannica 32 cuốn. Cuốn này đã được dịch ra tiếng Việt thành một bộ hai cuốn có tên là Từ điển Bách khoa Britannica gồm 25 ngàn bài, tổng cộng là 3.000 trang, được bổ sung thêm gần 300 mục từ về Việt Nam. Dự án Việt hóa Từ điển bách khoa Britannica được thực hiện với sự tham gia của 54 dịch giả, chuyên gia trong nhiều lĩnh vực.